# Orahova (gmina Kotor Varoš)
Orahova (cyr. Орахова) – wieś w Bośni i Hercegowinie, w Republice Serbskiej, w gminie Kotor Varoš. W 2013 roku liczyła 1812 mieszkańców.